# Teoría de Galois

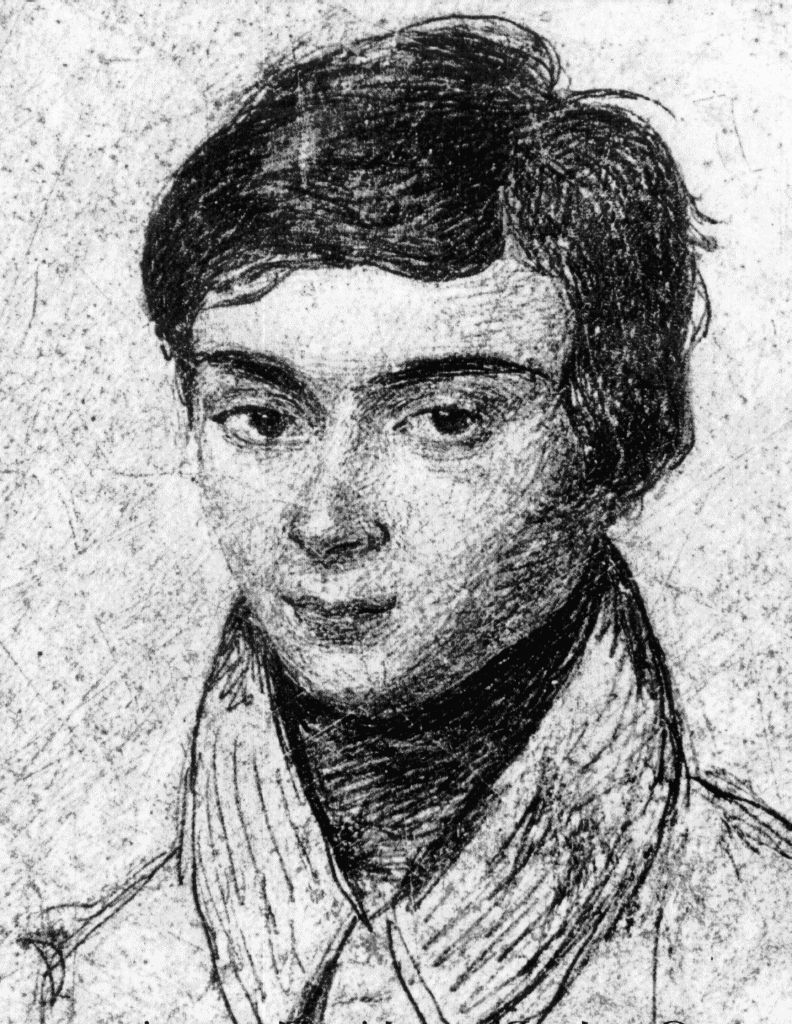
Évariste Galois (1811–1832)

retículo diagrama de Q adyacente a las raíces cuadradas positivas de 2 y 3, sus subcampos, y grupos de Galois.

En matemáticas, la teoría de Galois es una colección de resultados que conectan la teoría de cuerpos con la teoría de grupos. La teoría de Galois tiene aplicación a diversos problemas de la teoría de cuerpos que, gracias a este desarrollo, pueden reducirse a problemas más sencillos de la teoría de grupos. La teoría de Galois debe su nombre al matemático francés Évariste Galois.
Galois introdujo el tema para estudiar raíces de polinomios. Esto le permitió caracterizar las  ecuaciones polinómicas que son resolubles por radicales en términos de propiedades del grupo de permutaciones de sus raíces: una ecuación es resoluble por radicales si sus raíces pueden expresarse mediante una fórmula que incluya sólo enteros, raíces enésimas y las cuatro operaciones aritméticas básicas. Esto generaliza ampliamente el teorema de Abel-Ruffini, que afirma que un polinomio general de grado al menos cinco no puede resolverse mediante radicales. 
La teoría de Galois se ha utilizado para resolver problemas clásicos, incluyendo la demostración de que dos problemas de la antigüedad no pueden resolverse tal como fueron planteados (doblar el cubo y trisecar el ángulo), y la caracterización de los  polígonos regulares que son construibles (esta caracterización fue dada previamente por Gauss, pero todas las pruebas conocidas de que esta caracterización es completa requieren la teoría de Galois).
El trabajo de Galois fue publicado por Joseph Liouville catorce años después de su muerte. La teoría tardó más tiempo en popularizarse entre los matemáticos y en ser bien comprendida.
La teoría de Galois se ha generalizado a la Conexión de Galois y a la teoría de Galois de Grothendieck.

## Aplicaciones de la teoría de Galois
El nacimiento de la teoría de Galois estuvo motivada por el intento de responder a la siguiente cuestión:
¿Por qué no existe una fórmula para la resolución de ecuaciones polinómicas de quinto grado (o superior) en términos de los coeficientes del polinomio, usando operaciones algebraicas (suma, resta, multiplicación, división) y la extracción de raíces (raíces cuadradas, cúbicas, etc); tal como existe para las ecuaciones de segundo, tercer y cuarto grado?
El teorema de Abel-Ruffini, que es parte de la teoría de Galois, da una respuesta a esta pregunta. La teoría de Galois proporciona no solo una elegante respuesta a esta cuestión, sino que también explica en detalle por qué es posible resolver ecuaciones de grado inferior al quinto, y por qué las soluciones pueden expresarse mediante operaciones algebraicas y extracción de raíces.
Además, la teoría de Galois proporciona respuestas a problemas clásicos de la constructibilidad mediante regla y compás. De hecho, la teoría de Galois establece cuándo es posible construir una cierta longitud proporcional a una dada, y gracias a eso pueden responderse a las siguientes preguntas:
¿Qué polígonos regulares son construibles mediante regla y compás?
¿Por qué no es posible la trisección de un ángulo?[cita requerida]

## Historia

### Prehistoria
La teoría de Galois se originó en el estudio de funciones simétricas - los coeficientes de un polinomio mónico son (salvo su signo) los polinomios simétricos elementales en las raíces. Por ejemplo, (x - a)(x - b) = x2 - (a + b)x + ab, donde 1, a + b y ab son los polinomios simétricos elementales de grado 0, 1 y 2 en dos variables.
Esto fue formalizado por primera vez por el matemático francés del siglo XVI François Viète, en fórmulas de Viète, para el caso de raíces reales positivas. En opinión del matemático británico del siglo XVIII Charles Hutton, la expresión de los coeficientes de un polinomio en términos de las raíces (no sólo para raíces positivas) fue comprendida por primera vez por el matemático francés del siglo XVII Albert Girard; Hutton escribe:
...[Girard fue] la primera persona que comprendió la doctrina general de la formación de los coeficientes de las potencias a partir de la suma de las raíces y sus productos. Fue el primero que descubrió las reglas para sumar las potencias de las raíces de cualquier ecuación.
En esta línea, el discriminante es una función simétrica en las raíces que refleja propiedades de las raíces - es cero si y sólo si el polinomio tiene una raíz múltiple, y para polinomios cuadráticos y cúbicos es positivo si y sólo si todas las raíces son reales y distintas, y negativo si y sólo si hay un par de raíces conjugadas complejas distintas. Véase Discriminante:Naturaleza de las raíces para más detalles.
La cúbica fue resuelta parcialmente por primera vez por el matemático italiano del siglo XV-XVI Scipione del Ferro, que sin embargo no publicó sus resultados; este método, sin embargo, sólo resolvía un tipo de ecuación cúbica. Esta solución fue redescubierta independientemente en 1535 por Niccolò Fontana Tartaglia, quien la compartió con Gerolamo Cardano, pidiéndole que no la publicara. Cardano lo extendió después a otros numerosos casos, utilizando argumentos similares; véase más detalles en Método de Cardano. Tras el descubrimiento del trabajo de Ferro, consideró que el método de Tartaglia ya no era secreto, por lo que publicó su solución en su Ars Magna de 1545 Su alumno Lodovico Ferrari resolvió el polinomio cuártico; su solución también se incluyó en Ars Magna. En este libro, sin embargo, Cardano no proporcionó una "fórmula general" para la solución de una ecuación cúbica, ya que no tenía ni  números complejos a su disposición, ni la notación algebraica para poder describir una ecuación cúbica general. Con la ventaja de la notación moderna y los números complejos, las fórmulas de este libro funcionan en el caso general, pero Cardano no lo sabía.  Fue Rafael Bombelli quien consiguió entender cómo trabajar con números complejos para resolver todas las formas de ecuación cúbica.
Un paso más fue el trabajo de 1770 Réflexions sur la résolution algébrique des équations del matemático franco-italiano Joseph Louis Lagrange, en su método de resolventes de Lagrange, en el que analizaba la solución de cúbicos y cuárticos de Cardano y Ferrari considerándolos en términos de permutaciones de las raíces, que daban lugar a un polinomio auxiliar de grado inferior, proporcionando una comprensión unificada de las soluciones y sentando las bases para la teoría de grupos y la teoría de Galois. Sin embargo, no tuvo en cuenta la "composición" de las permutaciones. El método de Lagrange no se extendía a las ecuaciones quínticas o superiores, porque el resolvente tenía un grado más alto.
En 1799, Paolo Ruffini casi demostró que la quíntica no tiene soluciones generales por radicales, y su idea clave fue utilizar grupos de permutaciones, no sólo una única permutación. Su solución contenía una laguna, que Cauchy consideró menor, aunque ésta no fue parcheada hasta el trabajo del matemático noruego Niels Henrik Abel, que publicó una demostración en 1824, estableciendo así el Teorema de Abel-Ruffini.
Aunque Ruffini y Abel establecieron que la quíntica general no podía resolverse, algunas quínticas particulares sí pueden resolverse, como x5 - 1 = 0, y el criterio preciso por el que se podía determinar si un determinado quíntico o polinomio superior era resoluble o no fue dado por Évariste Galois, quien demostró que si un polinomio era resoluble o no era equivalente a si el grupo de permutaciones de sus raíces -en términos modernos, su grupo de Galois- tenía o no una cierta estructura -en términos modernos, si era o no un grupo resoluble-. Este grupo siempre era resoluble para polinomios de grado cuatro o menos, pero no siempre lo era para polinomios de grado cinco o más, lo que explica por qué no hay solución general en grados superiores.

### Los escritos de Galois
En 1830 Galois (a la edad de 18 años) presentó a la Academia de Ciencias de París una memoria sobre su teoría de la resolubilidad por radicales; el trabajo de Galois fue finalmente rechazado en 1831 por ser demasiado esquemático y por dar una condición en términos de las raíces de la ecuación en lugar de sus coeficientes. Galois murió entonces en un duelo en 1832, y su trabajo, "Mémoire sur les conditions de résolubilité des équations par radicaux", permaneció inédito hasta 1846, cuando fue publicado por Joseph Liouville acompañado de algunas de sus propias explicaciones. Antes de esta publicación, Liouville anunció el resultado de Galois a la Academia en un discurso que pronunció el 4 de julio de 1843. Según Allan Clark, la caracterización de Galois "reemplaza dramáticamente el trabajo de Abel y Ruffini."

### Consecuencias
La teoría de Galois era notoriamente difícil de entender para sus contemporáneos, especialmente hasta el nivel en que podían ampliarla. Por ejemplo, en su comentario de 1846, Liouville no entendió en absoluto el núcleo teórico de grupos del método de Galois. Joseph Alfred Serret, que asistió a algunas de las charlas de Liouville, incluyó la teoría de Galois en su libro de texto Cours d'algèbre supérieure de 1866 (tercera edición). El alumno de Serret, Camille Jordan, tuvo una comprensión aún mejor reflejada en su libro de 1870 Traité des substitutions et des équations algébriques. Fuera de Francia, la teoría de Galois permaneció más oscura durante más tiempo. En Gran Bretaña, Cayley no comprendió su profundidad y los libros de texto de álgebra británicos más populares ni siquiera mencionaron la teoría de Galois hasta mucho después del cambio de siglo. En Alemania, los escritos de Kronecker se centraron más en el resultado de Abel. Dedekind escribió poco sobre la teoría de Galois, pero dio una conferencia sobre ella en Göttingen en 1858, mostrando un muy buen conocimiento. Los libros de Eugen Netto de la década de 1880, basados en el Traité de Jordan, hicieron accesible la teoría de Galois a un público alemán y estadounidense más amplio, al igual que el libro de texto de álgebra de Heinrich Martin Weber de 1895.

## El enfoque de la teoría de Galois usando el grupo de permutaciones
Si tenemos un polinomio, puede suceder que algunas de sus raíces estén relacionadas mediante varias ecuaciones algebraicas, que cumplan dichas raíces. Por ejemplo, puede suceder que para dos de las raíces, digamos A y B, la ecuación A2 + 5B3 = 7 sea cierta. La idea central de la teoría de Galois es el considerar aquellas permutaciones (o arreglos) de las raíces que tengan la propiedad de que cualquier ecuación algebraica satisfecha por ellas sea satisfecha también tras la permutación o el arreglo. Es importante señalar que nos restringimos a ecuaciones algebraicas cuyos coeficientes son números racionales. (Se pueden especificar ciertos cuerpos para los coeficientes, pero en los ejemplos siguientes se utilizan los números racionales.)[cita requerida]
El conjunto de tales permutaciones formarán un grupo de permutaciones, también llamado grupo de Galois del polinomio (sobre los números racionales). Ejemplos:

### Primer ejemplo: ecuación cuadrática
Sea la ecuación cuadrática
{\displaystyle x^{2}-4x+1=0}
Mediante el uso de la fórmula para la ecuación cuadrática sabemos que sus dos raíces son
{\displaystyle A=2+{\sqrt {3}}}
{\displaystyle B=2-{\sqrt {3}}}
Algunas de las ecuaciones algebraicas que satisfacen A y B son
{\displaystyle A+B=4}
{\displaystyle AB=1}
En cada una de estas ecuaciones es claro que si intercambiamos los papeles de A y B obtenemos ecuaciones válidas. Pero además esto es cierto, aunque menos obvio, para cualquier ecuación algebraica que satisfacen A y B. Para probarlo se requiere de la teoría de los polinomios simétricos.
Puede concluirse que el grupo de Galois del polinomio {\displaystyle x^{2}-4x+1} consiste en dos permutaciones: la identidad que deja A y B invariantes, y la transposición, que intercambia A y B. Como grupo, es isomorfo al grupo cíclico de orden dos, denotado Z/2Z.
Podría plantearse la objeción de que existe esta otra ecuación satisfecha por A y B:
{\displaystyle A-B-2{\sqrt {3}}=0}
pero que no es cierta cuando se intercambian los papeles. Sin embargo, hay que observar que no importa, pues sus coeficientes no son racionales; {\displaystyle {\sqrt {3}}} es irracional.
De forma parecida, es posible hablar de cualquier polinomio cuadrático {\displaystyle ax^{2}+bx+c}, donde a, b y c son números racionales.
- Si el polinomio tiene solo una raíz, por ejemplo {\displaystyle x^{2}-4x+4=(x-2)^{2}}, entonces el grupo de Galois es trivial; esto es, contiene solo a la permutación identidad.
- Si tiene dos distintas raíces racionales, por ejemplo {\displaystyle x^{2}-3x+2=(x-2)(x-1)}, el grupo es de nuevo trivial.
- Si tiene dos raíces irracionales (inclusive el caso en el que ambas son números complejos), entonces el grupo de Galois contiene dos permutaciones, como en el ejemplo anterior.

### Segundo ejemplo
Considérese el siguiente polinomio:
{\displaystyle x^{4}-10x^{2}+1},
que puede escribirse también como:
{\displaystyle (x^{2}-5)^{2}-24}
Se desea describir el grupo de Galois de este polinomio, nuevamente sobre el cuerpo de los números racionales. El polinomio tiene cuatro raíces:
{\displaystyle A={\sqrt {2}}+{\sqrt {3}}}
{\displaystyle B={\sqrt {2}}-{\sqrt {3}}}
{\displaystyle C=-{\sqrt {2}}+{\sqrt {3}}}
{\displaystyle D=-{\sqrt {2}}-{\sqrt {3}}.}
Existen 4! = 24 maneras de permutar estas cuatro raíces, pero no todas estas permutaciones son miembros del grupo de Galois. Los miembros del grupo de Galois debe preservar cualquier ecuación algebraica con coeficientes racionales A, B, C y D. Una de dichas ecuaciones es, por ejemplo:
{\displaystyle A+D=0}.
Ya que, puesto que
{\displaystyle A+C=2{\sqrt {3}}\neq 0},
la permutación
(A, B, C, D) → (A, B, D, C)
no está permitida, porque transforma la ecuación válida A + D = 0 en la ecuación inválida A + C = {\displaystyle 2\surd 3}.
Otra ecuación que las raíces satisfacen es:
{\displaystyle (A+B)^{2}=8}.
Esto excluiría más permutaciones, como por ejemplo:
(A, B, C, D) → (A, C, B, D).
Continuando de esta manera, es posible encontrar que las únicas permutaciones que satisfacen las dos ecuaciones anteriores simultáneamente son:
(A, B, C, D) → (A, B, C, D)
(A, B, C, D) → (C, D, A, B)
(A, B, C, D) → (B, A, D, C)
(A, B, C, D) → (D, C, B, A),
y, por tanto, el grupo de Galois es isomorfo al grupo de Klein.[cita requerida]

## Grupos solubles y solución por radicales
Se dice que una raíz α se puede expresar en radicales si α es elemento de un cuerpo K tal que {\displaystyle F=K_{0}\subset K_{1}\subset \cdots \subset K_{s}=K} donde {\displaystyle K_{i+1}=K_{i}({\sqrt[{n_{i}}]{a_{i}}})\,\exists \,a_{i}\in K_{i},i=0,1,\ldots ,s-i}. Una ecuación polinomial es soluble por radicales si todas sus raíces se pueden expresar en radicales. Con la teoría de Galois, es posible derivar el siguiente teorema:
| El polinomio f(x) (en el cuerpo F) es resoluble por radicales sí y solo sí su grupo de Galois es resoluble. |

## El problema inverso de Galois
El problema inverso de Galois plantea si todo grupo finito puede ser el grupo de Galois de alguna extensión de los números racionales. Este problema, propuesto inicialmente en el siglo XIX por Hilbert, permanece sin resolver.